# Jerzy Kowynia
Jerzy Kowynia (ur. 2 grudnia 1959 w Krakowie) – polski reżyser, scenarzysta, producent filmowy. 

## Życiorys
Studiował filozofię na Uniwersytecie Jagiellońskim w Krakowie oraz w Paryżu na Université Paris Sorbonne. W latach 1985–1989 współpracował z polskim, niezależnym ośrodkiem filmowym Video Kontakt w Paryżu. Reżyser, scenarzysta, producent filmów dokumentalnych, reportaży oraz sztuk teatralnych, m.in. Sama Sheparda „Stąd do Katmandu” (Fool for Love). Jego filmy nagrodzone były m.in. na festiwalach w Krakowie, Trentianskich Teplicach, Łodzi oraz w Koszalinie. Wydawca polskiej edycji książki „Świat w 2025 - scenariusze Narodowej Rady Wywiadu USA” (2010). W roku 2013 zrealizował niezależny film fabularny „Kamczatka”. Znaczną część twórczości dokumentalnej realizował wspólnie ze swoim przyjacielem Jerzym Ridanem. Członek Stowarzyszenia Filmowców Polskich. Mieszka w Krakowie. 

## Filmografia

### Filmy dokumentalne
- Godzina W (z Krzysztofem Talczewskim) (1987)
- Lenin z Krakowa (z Jerzym Ridanem) (1997)
- Bartoszewski (z Jerzym Ridanem) (1998)
- Rysie (z Jerzym Ridanem) (1999)
- Gołębie (2000)
- Święta wojna czyli i tak kocham cię (z Jerzym Ridanem) (2001)
- Wisła gola! (z Jerzym Ridanem) (2002)
- Orkiestra dęta (z Jerzym Ridanem) (2009)
- Za wydmą (2004)
- Samuraj (2007)

### Filmy fabularne
- Kamczatka (scenariusz, reżyseria, produkcja) (2007)
- Wicked Path reż. Salim Khassa (koprodukcja) (2018)

## Nagrody filmowe
- Dyplom Honorowy Jury Krakowskiego Festiwalu Filmowego za film "Lenin z Krakowa".
- Nagroda Canal+ za film "Lenin z Krakowa".
- Dyplom Honorowy Jury Festiwalu Mediów „Człowiek w zagrożeniu” w Łodzi za film "Lenin z Krakowa".
- Nagroda Art–Film w Trentianskich Teplicach (Słowacja) za film "Lenin z Krakowa".
- Nagroda im. prof. Kazimierza Karabasza „Cierpliwe oko” na Festiwalu Mediów „Człowiek w zagrożeniu” za film "Orkiestra dęta".
- Nagroda Jantar na Koszaliński Festiwalu Debiutów Filmowych "Młodzi i Film" za scenariusz filmu „Kamczatka”.

## Nominacje filmowe
- Nominacja do Białej Kobry na Festiwalu Mediów „Człowiek w zagrożeniu” w Łodzi za film "Orkiestra Dęta”
- Nominacja w Konkursie Pełnometrażowych Debiutów Fabularnych na Koszaliński Festiwalu Debiutów Filmowych "Młodzi i Film" za film „Kamczatka”

## Sztuki teatralne
„Stąd do Katmandu” wg sztuki Sama Sheparda „Fool for Love” (2009)

## Książki
- „Świat w 2025 - scenariusze Narodowej Rady Wywiadu USA” wydawca pracy zbiorowej (2010) ISBN 978-83-929500-0-4